# Cerkiew św. Męczennicy Paraskewii w Polańczyku
Cerkiew św. Męczennicy Paraskewii w Polańczyku (obecnie kościół rzymskokatolicki pw. NMP Królowej Polski) – murowana greckokatolicka cerkiew, wzniesiona we wsi Polańczyk.
Do parafii greckokatolickiej w Polańczyku należały filialne cerkwie w Myczkowie, Solinie i Zabrodziu.

## Historia
Cerkiew w Polańczyku została wzniesiona w roku 1909 w miejsce poprzedniej, drewnianej, wybudowanej pod koniec XVIII wieku z fundacji Marii Teresy. Na początku roku 1948 przejęta przez Kościół rzymskokatolicki. W roku 1949 do kościoła przeniesiono z Łopienki cudowny obraz Matki Boskiej Łopieńskiej.

## Wnętrze
W cerkwi nie zachowało się jej pierwotne wyposażenie. W roku 1984 podczas remontu zamalowana została oryginalna polichromia figuralna. Na ołtarzu głównym znajduje się oryginał obrazu Matki Boskiej Łopieńskiej. 

## Wokół cerkwi
Przy cerkwi znajdowała się murowana dzwonnica parawanowa z roku 1863 z dzwonem z roku 1894. Około 2007 roku, w wyniku rozbudowy świątyni, dzwonnica przestała istnieć. Cmentarz cerkiewny został zdewastowany i pozostały po nim jedynie dwa nagrobki, znajdujące się jednak już poza nowym ogrodzeniem cmentarza.

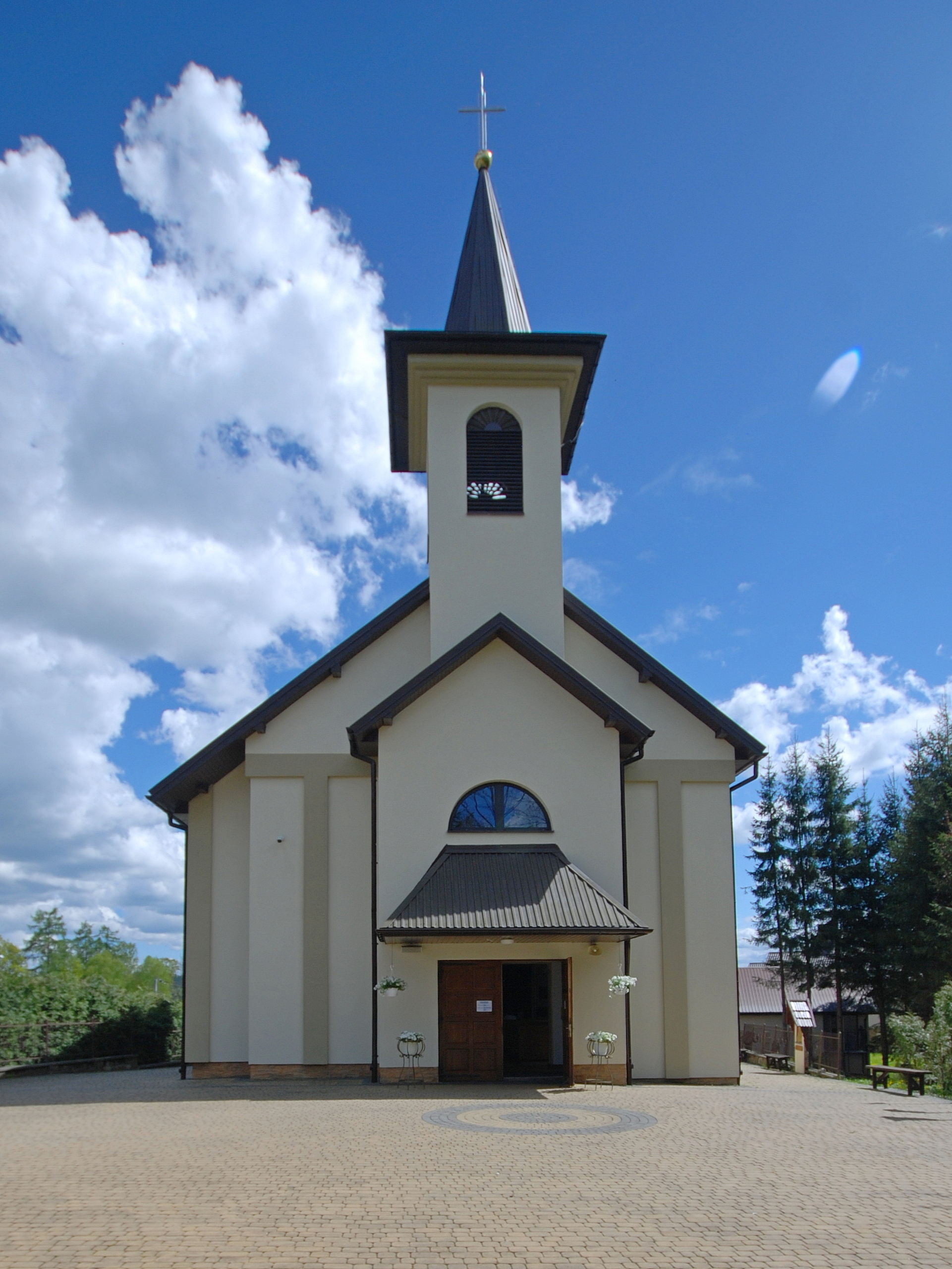
Elewacja frontowa
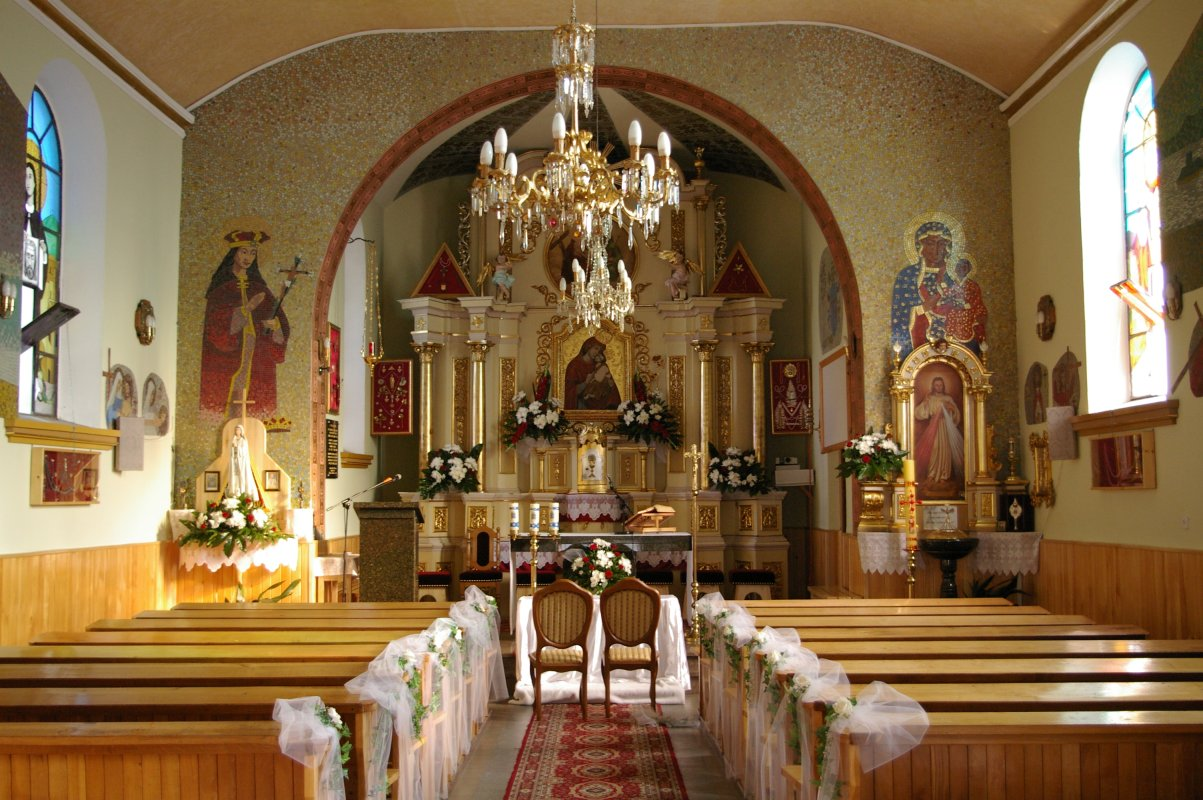
Wnętrze
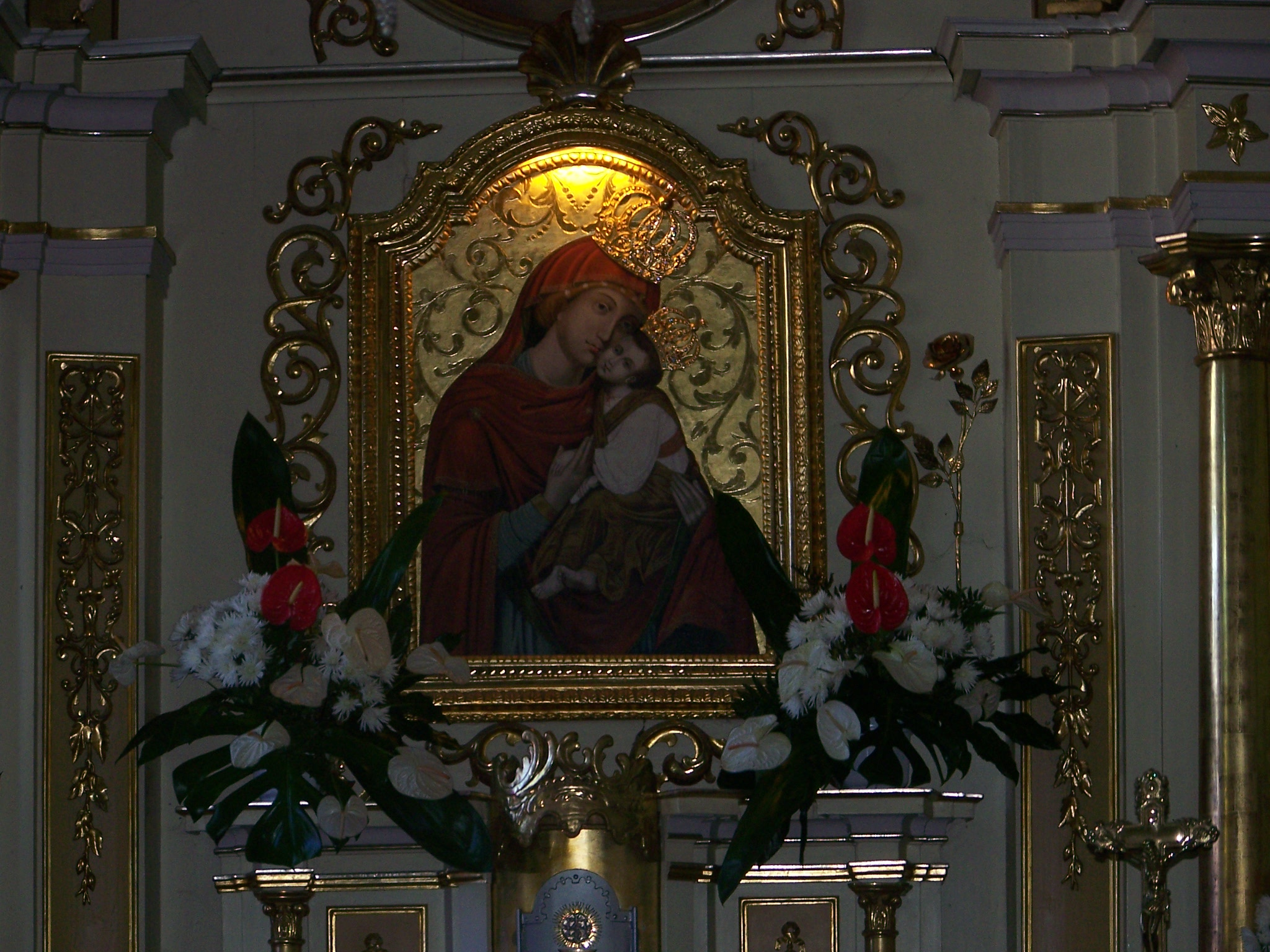
Cudowny obraz Matki Boskiej Łopieńskiej